# Aviões Fantasy
Aviões Fantasy é um álbum ao vivo da banda brasileira Aviões do Forró, lançado em outubro de 2016 de forma independente pelo selo A3 Entretenimento e com produção musical de DJ Ivis. Gravado em comemoração aos 14 de carreira do grupo, é o último trabalho da formação clássica da banda.

## Antecedentes
Entre 2014 e 2015, o Aviões do Forró começou a lançar singles com maior frequência, grande parte deles produzidos por Dudu Borges, produtor do cenário sertanejo. Foi com Dudu que a banda gravou o álbum Pool Party do Aviões, com sonoridade predominantemente sertaneja. Depois do álbum, a banda continuou a trabalhar com Borges, especialmente na música "Não Me Esqueceu, Né?", liberada para download gratuito e com videoclipe liberado em 2016. No entanto, no mesmo período, o grupo se aproximou de DJ Ivis, um músico emergente no cenário do forró em Fortaleza. Ivis se tornou produtor musical da banda, e com ele o grupo começou a trazer músicas inéditas em álbuns promocionais como Ao Vivo em Caicó.

## Gravação
O álbum foi gravado em outubro de 2016, em comemoração aos 14 anos do Aviões do Forró. A banda planejou um show em que os músicos e o público estivessem fantasiados — daí o título Aviões Fantasy. No show, Xand Avião esteve fantasiado de mágico, enquanto Solange Almeida esteve fantasiada de Beyoncé. Em entrevista dada ao Ego, Solange disse que Xand foi contra a ideia no início:
A gente pensou neste aniversário em algo diferente, e uma festa à fantasia ia mexer bastante com nossos fãs. É algo novo para o Aviões e resolvemos apostar. Xand foi contra no início achando que poderia não dar certo, mas com os ingressos esgotados ele quebrou a cara (risos).
O show, que reuniu cerca de 15 mil pessoas, chegou a ter um trecho transmitido pelo programa Fantástico, da Rede Globo. Apesar de se tratar de um projeto comemorativo, Aviões Fantasy trouxe em maior parte músicas inéditas tocadas nos shows da banda, como "Naquele Mesmo Bar", "Coração de Papel", "Miga sua Loka" e "Primeiro Ponto". Músicas do álbum Pool Party do Aviões, lançado no ano anterior, também foram contempladas, como "Aviões Chegou", "Fiquei Sabendo" e "Banca de Flores".
Na apresentação, a banda também fez covers de outros artistas com arranjos de forró, como "Eu Sei de Cor" (Marília Mendonça), "Eu, Você, o Mar e Ela" (Luan Santana) e "Titanium" (David Guetta e Sia). A banda também regravou músicas daquele período que Xand Avião e Solange Almeida gravaram como intérpretes solo em participação com outros artistas, como "Bumbum Granada" (de Jerry Smith e MC Zaac), "Reza Aí" (com Jorge) e "Tô Limpando Você" (Ávine Vinny).
Uma das mudanças inauguradas em Aviões Fantasy e que continuaram nos projetos sucessores da banda e de Xand Avião foi o fim de bailarinos. Na época, Xand justificou que a proposta era que ele e Solange tivessem mais espaço no palco e, desta forma, se movimentassem com mais frequência.

## Lançamento
Aviões Fantasy foi originalmente lançado como álbum promocional, com download gratuito no site da banda e vídeo disponibilizado no YouTube. Tempos depois, uma edição digital foi liberada nas plataformas digitais.
Meses depois, Solange Almeida anunciou sua saída da banda, que foi acompanhada por vários músicos, como o baterista Pedro Riquelme. Com isso, Aviões Fantasy se tornou o álbum final da formação clássica da banda. Xand Avião ainda regravaria "Solteiro não Leva Chifre" em estúdio no projeto Voando Alto, além de "Naquele Mesmo Bar" em Xperience na Praia.

## Faixas
A seguir lista-se as faixas, compositores e durações de cada canção de Aviões Fantasy:
| CD             |                            |                                                        |                            |         |  |
| N.º            | Título                     | Compositor(es)                                         | Vocais                     | Duração |  |
| 1.             | "Naquele Mesmo Bar"        | Artur Bacana Vitinho Sanfoneiro                        | Xand Avião                 | 3:58    |  |
| 2.             | "Passa Manhã"              | Junior Gomes DJ Ivis Vine Show Vinicius Poeta          | Solange Almeida            | 2:42    |  |
| 3.             | "Reza Aí"                  | Tahllys Pacheco                                        | Xand Avião                 | 2:34    |  |
| 4.             | "Hoje Tem Mel"             | Bruninho Moral Davi Melo                               | Xand Avião                 | 2:29    |  |
| 5.             | "Coração de Papel"         | Marquinhos Maraial                                     | Solange Almeida            | 4:28    |  |
| 6.             | "Pense Aí"                 | Robson Lima Menudo                                     | Solange Almeida            | 2:48    |  |
| 7.             | "Confissão"                | Carlinhos Araújo Moral Melo                            | Xand Avião                 | 3:31    |  |
| 8.             | "Solteiro Não Leva Chifre" | Valter Danadão Lima                                    | Xand Avião                 | 2:40    |  |
| 9.             | "Bumbum Granada"           | MC Zaac Jerry Smith                                    | Xand Avião                 | 2:46    |  |
| 10.            | "Razão ou Emoção"          | Cleber Show Lima                                       | Xand Avião                 | 2:49    |  |
| 11.            | "Era o Gostosão"           | Bispo Junior                                           | Solange Almeida            | 3:03    |  |
| 12.            | "Não Me Esqueceu, Né?"     | Cleber Show Lima                                       | Xand Avião                 | 2:09    |  |
| 13.            | "Vou Deixar Ele Ir"        | Alexandre Santos                                       | Solange Almeida            | 2:19    |  |
| 14.            | "Miga Sua Loka"            | MC Menor                                               | Solange Almeida            | 2:38    |  |
| 15.            | "Primeiro Ponto"           | Francisco Araújo Junior Gomes Vine Show Vinicius Poeta | Solange Almeida Xand Avião | 2:54    |  |
| 16.            | "Abre Abre"                | Dan Ventura                                            | Xand Avião                 | 2:49    |  |
| 17.            | "Quero Você Tata"          | Francis Lopes Paulynho Paixão                          | Xand Avião                 | 1:30    |  |
| 18.            | "Não Quero Me Amarrar"     | Carlos Aristides Fábio Garrafinha                      | Solange Almeida Xand Avião | 2:07    |  |
| Duração total: | Duração total:             | Duração total:                                         | Duração total:             | 54:37   |  |